# Alma (Nebraska)
Alma település az Amerikai Egyesült Államok Nebraska államában, Harlan megyében, melynek megyeszékhelye is. Lakosainak száma 1043 fő (2020. április 1.).

## Népesség
A település népességének változása:

| 2010 | 1 133 |
| 2020 | 1 043 |